# Li-Hongzhang-Denkmal

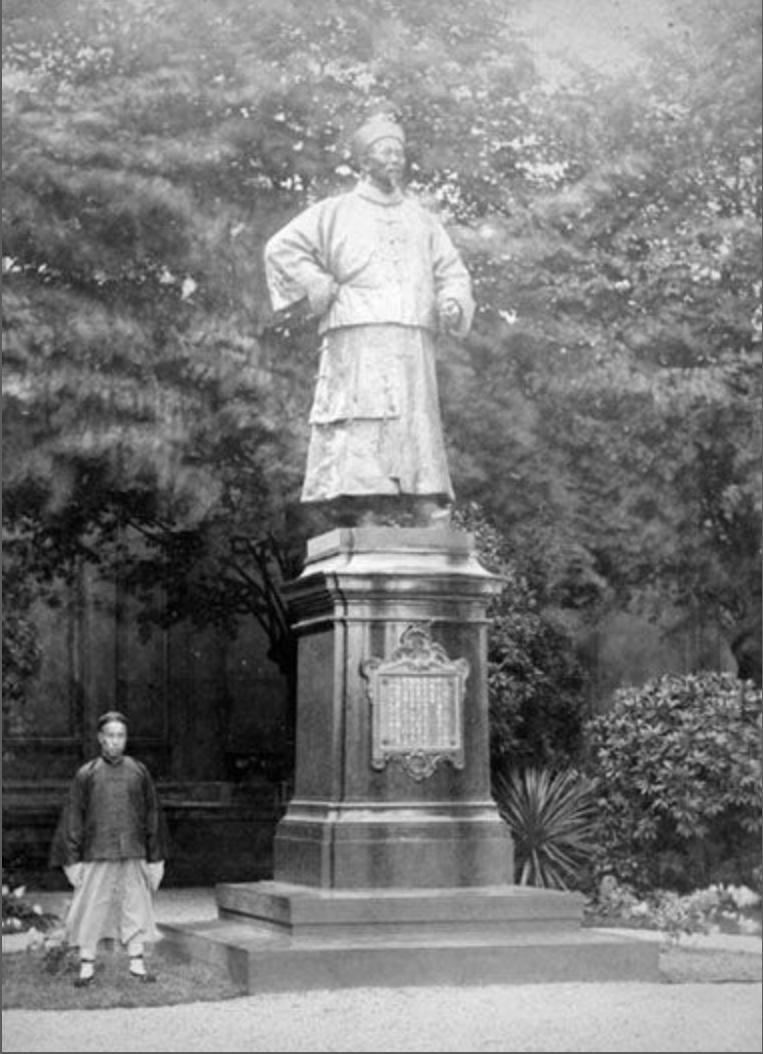
Li-Hongzhang-Denkmal im Park der Villa Hügel in Bredeney

Das Li-Hongzhang-Denkmal, chinesisch 天津李公祠, war ein Denkmal mit der Kolossalstatue des chinesischen Staatsmanns Li Hongzhang. Im Auftrag der Friedrich Krupp AG aus Essen von dem Münchner Bildhauer Otto Lang entworfen, entstand die Bronzeplastik noch zu Lebzeiten Li Hongzhangs in Deutschland und wurde 1906 posthum an dessen Ahnenhalle in Zikawei bei Shanghai aufgestellt. Sie war die einzige Statue ihrer Art im Kaiserreich China. Nach den 1950er Jahren verschwand sie.

## Geschichte
Hermann Mandl, Teilhaber der Fa. H. Mandl & Co, war ein österreichisch-ungarischer Geschäftsmann im Kaiserreich China. Er vertrat mehrere westliche Firmen und war einer der erfolgreichsten Agenten für Erzeugnisse der Krupp-Gussstahlfabrik aus Essen. Er sprach die chinesische Sprache und pflegte Beziehungen zu den Spitzen des Landes, so besonders zum Vizekönig Li Hongzhang. Von Li erhielt die Friedrich Krupp AG über Mandl insbesondere Waffenaufträge. 1893 schlug Mandl Friedrich Alfred Krupp vor, eine Bronzestatue für Li zu gießen. Der Eisenbahnexperte Georg Baur, der in Krupps Auftrag in China weilte, schickte Mandl und Krupp daraufhin Fotos von Li, die ihn in seiner Amtstracht als Vizekönig von Zhili zeigen, außerdem sandte er Krupp eine Skizze.
Als Bildhauer für die Statue wurde 1893 der Münchner Künstler Otto Lang beauftragt. Damit das zu entwerfende Denkmal für chinesische Augen nichts Verletzendes enthält, wurde dem Bildhauer noch eine Modellpuppe mit der genauen und vollständigen Staatskleidung Lis übersandt. Lang hatte Krupp über seinen Freund, den Maler Felix von Ende, kennengelernt. Dessen Schwester Margarete war Krupps Ehefrau. 1896 wurde die Bronzestatue nach Langs Entwurf, die den Staatsmann in voller Robe stehend mit angewinkeltem rechten Arm zeigt, von der Kunst- und Glockengießerei Lauchhammer gegossen.
Im gleichen Jahr hatte Friedrich Krupp erfahren, dass Li die Krönungsfeier des russischen Zaren Nikolaus II. in Moskau als Sonderbotschafter des chinesischen Kaisers Guangxu besuchen und danach eine diplomatische Weltreise antreten wird. Diese Mission sollte über Besuche beim Reichstag und Auswärtigen Amt in Berlin sowie Empfänge bei Wilhelm II. in Potsdam und Altkanzler Otto von Bismarck in Friedrichsruh auch durch andere europäische Länder und in die Vereinigten Staaten führen. Sofort lud Krupp Li zu einem Besuch in Essen ein.
Vom 28. Juni bis 1. Juli 1896 fand die Visite statt. Für den hohen Besuch arrangierte Krupp einen großen Empfang mit Festessen. Hierzu lud er hochrangige Persönlichkeiten aus Kreisen des deutschen Militärs und der Politik ein. Während seines Aufenthalts besuchte Li Krupps Stahlfabrik und beobachtete die speziell für ihn veranstaltete Geschütz-Vorführung auf Krupps Schießplatz in Meppen. Li besuchte auch das Grab von Alfred Krupp.
Krupp arrangierte außerdem eine Enthüllungszeremonie für die Statue, die für den Gast angefertigt worden war. Sie war im Park der Villa Hügel in Bredeney aufgestellt. Das überlebensgroße Standbild aus Bronze war etwa drei Meter hoch und stand auf einem etwa ebenso hohen, neobarocken Sockel aus Marmor, so dass die gesamte Denkmalanlage eine Höhe von etwa sechs Metern aufwies. Li war darin in seiner Amtskleidung dargestellt, in Gelber Reitjacke, mit einem Hut, der als besondere kaiserliche Auszeichnung die dreiäugige Pfauenfeder trug, und mit einem Säbel in der Linken. Der Sockel zeigte auf einer Kartusche in chinesischen Schriftzeichen die Eulogie „Sterne können fallen, ihre Spur wird vergehen; aber die Bahn, die ein großer Mensch durchläuft, bleibt nach Jahrtausenden noch unverwischt.“
星宿有時隕，既下則光彩全無。英豪治世之功勛，歷久而猶能昌熾。畢生謨烈，雖萬代後，其事跡行蹤，尚丕煥不墜。
Ursprünglich war geplant, die Statue dem Gast als Geschenk mitzugeben. Da aber das Kaiserreich China im Ersten Japanisch-Chinesischen Krieg 1894/1895 eine Niederlage erlitten und Li folglich an öffentlichem Ansehen eingebüßt hatte, nahm man zunächst von einer Aufstellung des Denkmals in China Abstand.

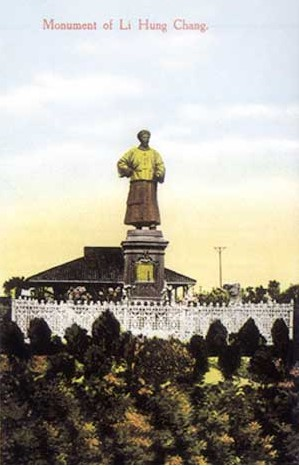
Li-Hongzhang-Denkmal in Zikawei bei Shanghai, Postkartenmotiv der 1910er Jahre

Nach der Enthüllungszeremonie verblieb das Objekt daher im Park der Villa Hügel. Erst 1906, einige Jahre nach der deutschen Besetzung von Kiautschou (1897), nach dem Boxeraufstand (1899–1901) und nach Lis Tod (1901), wurde das Denkmal an Lis Ahnenhalle in Zikawei (Xujiahui, heute Stadtbezirk Xuhui), am Außenrand der damaligen Ausländersiedlung bei Shanghai, errichtet. Als die Firma Krupp Lis Nachkommen die Bronzestatue am 21. Februar 1906 förmlich übergab, wurde eine erneute Zeremonie abgehalten. Das Denkmal stand dort noch mehrere Jahrzehnte bis in die 1950er Jahre. Danach verschwand es.